# Eragrostis echinochloidea
Eragrostis echinochloidea är en gräsart som beskrevs av Otto Stapf. Eragrostis echinochloidea ingår i släktet kärleksgrässläktet, och familjen gräs. Inga underarter finns listade i Catalogue of Life.